# Маккензи, Комптон
Сэр Эдвард Монтегю Комптон Маккензи (англ.  Edward Montague Compton Mackenzie, 17 января 1883, Вест-Хартлпул, графство Дарем — 30 ноября 1972, Эдинбург) — шотландский писатель, писал на английском языке.

## Биография
Из потомственной театральной семьи, актёрами были его дед, отец и мать (актрисами стали и две его сестры — Виола и Фэй Комптон). Окончил Магдален-колледж Оксфордского университета, получил степень по новейшей истории. Дебютировал романом «Господин в сером» (1907). Известность получил его автобиографический двухтомный роман воспитания «Скверная улица» (1913—1914, экранизирован в 1922). В 1914 году принял католичество. Во время войны участвовал в Дарданелльской операции, работал на британскую разведку.

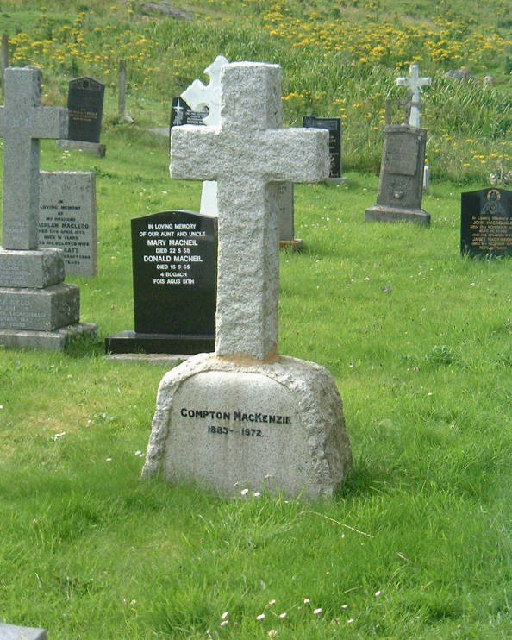
Могила Комптона Маккензи

В 1920-е жил на Капри, где у его жены завязался роман с пианисткой Ренатой Боргатти (Маккензи описал их связь в сатирическом романе «Необыкновенные женщины», 1928). В 1923 году стал одним из основателей журнала классической музыки Gramophone.
Построил дом в Шотландии, на острове Барра, в котором и провел преобладающую часть жизни. Выступал как шотландский националист, был одним из основателей Шотландской национальной партии. Занимал пост ректора университета Глазго. Писал для известной газеты Daily Mail. Возглавлял Ассоциацию любителей крокета (1953—1966), Клуб любителей сиамских кошек и др. Оставил 12-томную автобиографию «Моя жизнь и мое время» (1963—1971).
Похоронен на острове Барра.

## Работа в кино
Несколько его романов экранизированы, он выступал в этих фильмах как сценарист. По роману «Сильвия Скарлетт» (продолжение «Скверной улицы») поставлен одноимённый фильм Джорджа Кьюкора (1935), в главных ролях снялись Кэтрин Хепбёрн и Кэри Грант.

## Воздействие и признание
Его раннюю прозу высоко оценили Генри Джеймс и Макс Бирбом. Оказал влияние на Ф. С. Фицджеральда (особенно заметное в романе «По эту сторону рая», 1920). Школьниками его романы с увлечением читали Джордж Оруэлл и Сирил Конноли.